# Stanisław Marszał

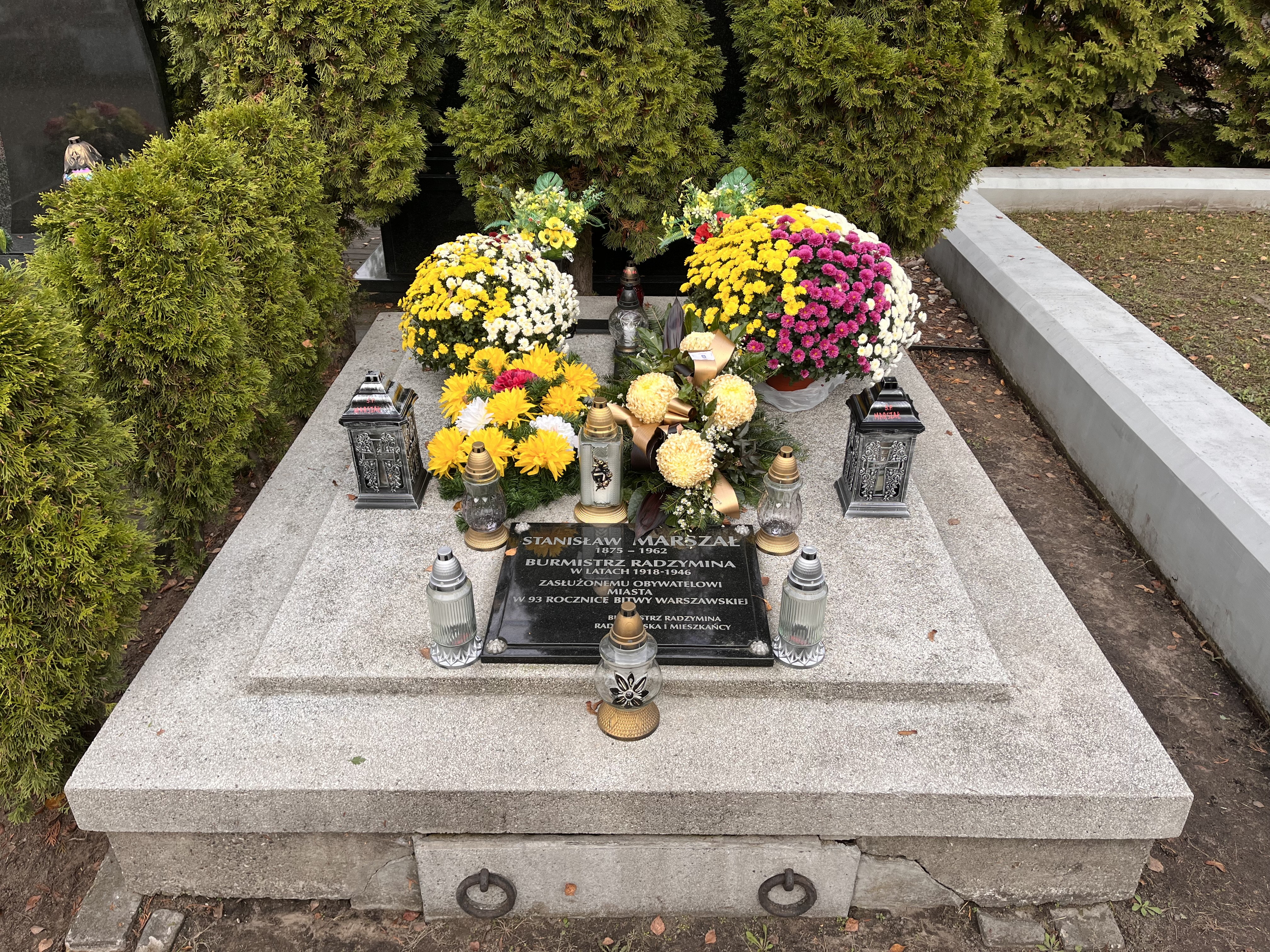
Grób Stanisława Marszała na Cmentarzu Poległych w Radzyminie

Stanisław Marszał h. Mora (ur. 5 stycznia 1875 we wsi Stryjki k. Tłuszcza, zm. 6 października 1962 w Radzyminie) – burmistrz i zasłużony obywatel Radzymina.

## Życiorys
W okresie sprawowanej przez niego godności burmistrza (od 14 listopada 1918 do 17 października 1939), w Radzyminie rozwinęła się infrastruktura miejska oraz dokonany został znaczący postęp w rozwoju gospodarczym. Po okresie stagnacji i zacofania odziedziczonego z czasu zaborów miasto doczekało aktywnego włodarza obdarzonego wizją i zapałem organizacyjnym. Stanisław Marszał w pamięci mieszkańców Radzymina pozostanie przede wszystkim kojarzony z sierpniem 1920, gdy podczas wojny polsko-bolszewickiej, prężnie i z wielkim poświęceniem organizował obronę miasta atakowanego przez Armię Czerwoną. 
Z jego osobą wiąże się również obrona Radzymina we wrześniu 1939 podczas kampanii wrześniowej.
Urząd burmistrza Radzymina sprawował także w okresie od 1 września 1944 do 28 listopada 1946.
Zmarł 6 października 1962 w Radzyminie. Został pochowany w grobowcu rodzinnym w części reprezentacyjnej radzymińskiego Cmentarza Poległych, gdzie spoczywają również jego żona Zofia i syn Bolesław.

## Ordery i odznaczenia
- Złoty Krzyż Zasługi (11 listopada 1937)[2]
- Srebrny Krzyż Zasługi (15 stycznia 1928)[3]

## Upamiętnienie
Imieniem Stanisława Marszała nazwana została ulica w Radzyminie.

## Link do artykułu
- Obywatele zasłużeni dla miasta Radzymina